# David Franklin Chamberlain
David Franklin Chamberlain est un botaniste américain né en 1941 en Ohio. Il a principalement travaillé pour le Jardin botanique royal d'Édimbourg et a notamment contribué à une meilleure compréhension de la taxonomie du genre Rhododendron. En 2011, l'espèce  Rhododendron chamberlainii, nouvellement décrite, a été nommée en son honneur.